# Teoria constitutiva do Estado
A teoria constitutiva do Estado define o Estado como uma pessoa de direito internacional público se, e somente se, é reconhecida como soberana por outros Estados. É a visão oposta à teoria declaratória do Estado, que define a condição de Estado em termos de diversas características que uma região possui de facto. A teoria constitutiva é meramente uma construção teórica, visto que jamais foi codificada em tratados nem é reconhecida de maneira ampla no Direito Internacional.
A maioria das autoridades modernas rejeitam a teoria constitutiva, citando, entre outras razões, o fato de que ela leva a subjetividade na noção de Estado. Outro problema é que o reconhecimento, mesmo quando majoritário, não é obrigatório para terceiros Estados no Direito Internacional Público. Um exemplo disso é o status do Estado da Palestina durante os anos 1990, que, à época, era reconhecido por mais de 100 Estados, mas que não conseguiu, então, angariar apoio suficiente para que se estabelecesse a teoria constitutiva como uma norma específica do Direito Internacional. Na falta dessa norma, sob a teoria constitutiva, outros Estados não estão obrigados a tratar uma entidade como Estado se eles não a reconheceram. Além disso, a teoria constitutiva permite abusos políticos, o que demonstram os exemplos dos bantustões sul-africanos ou a secessão instigada de Catanga do Congo.